# 塔韋里夫卡
49°41′19″N 35°13′40″E / 49.68861°N 35.22778°E
塔韋里夫卡（烏克蘭語：Таверівка），是烏克蘭中部的村莊，隸屬波爾塔瓦州的波爾塔瓦區。該村處於丘季夫卡河左岸，始建於1922年，海拔高度133米，2001年人口603。